# Thomas Bimis
Thomas Bimis (griechisch Θωμάς Μπίμης, * 11. Juni 1975 in Athen) ist ein griechischer Turmspringer im Synchronspringen vom 3-Meter-Brett. Er war Teilnehmer an den Olympischen Sommerspielen 2004. 
Während des Wettbewerbs machten die favorisierten Teilnehmer aus China, Russland und den USA schwere Fehler. Das führte zu einer bizarren Wendung der Ereignisse, wobei die USA schon vor dem letzten Durchgang hinter dem griechischen Duo platziert war und somit selbst mit einem gelungenen Sprung nicht an den Griechen hätten vorbeiziehen können. Im fünften Durchgang erhielten das chinesische und das russische Paar hohe Punktabzüge. So konnte Thomas Bimis zusammen mit seinem Partner Nikolaos Siranidis die Goldmedaille gewinnen.
Es war Griechenlands erste Goldmedaille im Turmspringen und die erste Medaille für die Gastgeber der Olympischen Sommerspiele 2004. Das machte das Springerpaar zu sehr bekannten Sportlern in Griechenland. Bimis nahm bereits an den Sommerspielen 2000 in Sydney teil. Dort belegte er Platz 32.